# Gauntlet II
Gauntlet II est un jeu d'arcade sorti en 1986, qui fait suite au jeu Gauntlet, sorti l'année précédente. Gauntlet II, comme son prédécesseur, est un hack and slash se déroulant dans un univers fantasy.

## Système de jeu
Le gameplay est très similaire au jeu original Gauntlet, prenant en charge jusqu'à quatre joueurs simultanément. La plus grande différence de cet opus est que les joueurs peuvent choisir des classes identiques au lieu d'être limité à une en particulier parmi les quatre prédéfinis, chaque joueur se distinguant par sa couleur. Le jeu introduit des niveaux dits "It" dans lesquels un joueur ayant touché un ennemi est désigné pour attirer tous les autres ennemis vers lui. La seule façon de ce libérer de cette malédiction est de toucher un autre joueur ou de prendre la sortie. D'autres ajouts notables incluent des tirs ricochant, des flaques d'acide, des murs invisibles, des fausses sorties ou encore des murs qui se transforment en objets ou en monstre lorsqu'on les touche. Certaines quêtes donnent accès à une chambre secrète qui contient un peu de nourriture et toutes sortes de potions magiques. Cet opus est également le premier à utiliser le thème musical principal de la série, la version simplifiée d'une fugue baroque.

## Postérité
Le jeu est l'une des entrées de l'ouvrage Les 1001 jeux vidéo auxquels il faut avoir joué dans sa vie.